# Липно (гмина, Липновский повет)
Липно (пол. Lipno) — сельская гмина (волость) в Польше, входит как административная единица в Липновский повет, Куявско-Поморское воеводство. Население — 11 185 человек (на 2004 год).

## Сельские округа
1. Бараны
2. Бяловежын
3. Бискупин
4. Бжезьно
5. Хлебово
6. Ходоронжек
7. Глодово
8. Грабины
9. Хута-Глодовска
10. Игнацково
11. Янково
12. Ястшембе
13. Карнково
14. Клокоцк
15. Колянково
16. Коморово
17. Карнковске-Румунки
18. Кшижувки
19. Липно
20. Лохоцин
21. Малишево
22. Окронг
23. Островите
24. Островитко
25. Осмялово
26. Пёнтки
27. Попово
28. Радомице
29. Румунки-Глодовске
30. Томашево
31. Тшебегощ
32. Вихово
33. Вежбицк
34. Збытково
35. Злотополе

## Соседние гмины
1. Гмина Бобровники
2. Липно
3. Гмина Хростково
4. Гмина Черниково
5. Гмина Фабянки
6. Гмина Кикул
7. Гмина Скемпе
8. Гмина Вельге